# Wacholderhain (Lingen)
Der Wacholderhain ist ein Naturschutzgebiet in der niedersächsischen Stadt Lingen (Ems) im Landkreis Emsland.
Das Naturschutzgebiet mit dem Kennzeichen NSG WE 045 ist 17 Hektar groß. Es liegt im Nordosten der Stadt Lingen östlich der Ortschaft Brögbern und stellt einen ehemaligen Hutewald unter Schutz, der historisch als Allmendeweide genutzt wurde. Durch die Beweidung mit Vieh ist der Wald relativ licht. Einzelne Bereiche im Schutzgebiet sind baumfrei, hier herrscht Grünland vor. In Teilen des Naturschutzgebietes sind alte Wacholderbüsche zu finden. Um die Landschaft zu erhalten, wird sie auch heute noch beweidet.
Das Gebiet steht seit dem 15. Juli 1959 unter Naturschutz. Zuständige untere Naturschutzbehörde ist die Stadt Lingen (Ems).